# Ivan Ourgant
Ivan Andreïévitch Ourgant (en russe : Иван Андреевич Ургант), né le 16 avril 1978 à Léningrad, est un acteur et un animateur de télévision russe.

## Biographie
Ivan Ourgant naît dans une famille d'acteurs, fils d'Andreï Ourgant et de Valeria Ivanovna Kisseliova. Il est le petit-fils des acteurs Lev Maxovitch Milinder et Nina Ourgant. Le jeune couple se sépare très vite, un an seulement après la naissance d'Ivan. Il hérite de ses parents son goût de la scène et la volonté de devenir artiste. Après cette séparation, Ivan vit avec sa mère et son beau-père, l'acteur Dmitri Ladiguine.
Dans un article consacré à son père, l'édition de Saint-Pétersbourg du quotidien moscovite Moskovski Komsomolets révèle les origines estoniennes du nom Ourgant de sa mère qu'il a repris, plutôt que celui de son père, Milinder. Cette information est reprise par le magazine Arguments et faits [pertinence contestée].
Ivan étudie à l'École de musique pour enfants no 18 de Léningrad, au lycée (gymnasium) du Musée Russe d'État. Il est diplômé de l'Académie des arts du théâtre de Saint-Pétersbourg. Durant ses études il joue avec l'actrice Alisa Freindlich au Grand Théâtre dramatique Tovstonogov, le rôle du 12e garde, dans la pièce Macbeth. Malgré son diplôme, Ivan n'exerce pas immédiatement le métier d'acteur. Pour gagner sa vie il est d'abord serveur, barman et meneur de spectacles dans le monde de la nuit.
En 1999, il devient animateur pour des radios de Saint-Pétersbourg. Il participe également à des émissions de télévision et est le présentateur principal de l'émission « Le courrier de Piter », sur la Cinquième chaine. Il déménage ensuite à Moscou et poursuit sa carrière sur les ondes, d'abord pour la station Radio Russe puis pour Hit-FM.
Après quelque temps, Ivan apparaît sur la chaîne musicale MTV Russie. Invité à l'audition de l'émission matinale « Bonne Matinée » (en russe : Доброе утро), pour laquelle Olga Vladimirovna Chelest et Anton Igorévitch Komolov recherchent un duo d'animateurs, il est retenu et, dès lors, la popularité et le succès ne le quittent plus.
Il présente actuellement le talk-show « Вечерний Ургант » (Vetcherny Ourgant, « Ourgant du soir ») sur la Première chaîne.
Ivan a une fille en 2008, en secondes noces, avec Natalia Avtandilovna Kiknadze. Ils se connaissent depuis leurs études, au Gymnase du Musée Russe de Saint-Pétersbourg. Leur fille s'appelle Nina, en hommage à sa grand-mère. La deuxième fille Valeria est née en 2015.

## Musique
À la fin des années 1990, Ivan chante sous le nom de scène Vnuuk. En 1999 sort l'album Star, réalisé en collaboration avec le chanteur Maksim Léonidov, ancien membre du groupe Secret. En 2012, Ivan donne un nouveau souffle à sa carrière de chanteur en sortant l'album Estrada sous le pseudonyme de Gricha Ourgant (Gala Records).

### Discographie
- 1999 — Star, en collaboration avec Maksim Léonidov
- 2011 — Voix, single
- 2012 — Dantès, single

## Passions
Ivan est photographe amateur. Il est musicien multi-instrumentise : il joue de la guitare, du piano, de la flûte et de la batterie.

## Télévision
- 1999 : Le courrier de Piter sur la Cinquième chaîne
- 2001 - 2002 : Bonne Patinée sur MTV Russie
- 2006 : Le goût sur la Première chaîne
- 2008 : La grande différence sur la Première chaîne, avec Aleksandr Tsekalo
- 2008 - 2012 : Projectorparishilton sur la Première chaîne, avec Aleksandr Tsekalo, Sergueï Svetlakov et Garik Martirossian
- 2008 : L'Amérique de plain-pied sur la Première chaîne, avec Vladimir Pozner et Brian Kahn.
- 2009 : présentation du Concours Eurovision de la chanson, qui se déroule à Moscou le 16 mai. Diffusion sur la Première chaîne, émission présentée avec la chanteuse Alsou
- 2010 : Tour de France sur la Première chaîne, avec Vladimir Pozner
- 2012 : Leur Italie sur la Première chaîne, avec Vladimir Pozner

## Filmographie
- 2005 : 180 et plus (От 180 и выше) d'Alexandre Strijenov : Anton
- 2010 : Les Sapins de Noël
- 2010 : Fioritures
- 2011 : Vyssotski, merci d'être en vie!
- 2012 : Les Sapins de Noël 2
- 2013 : Les Sapins de Noël 3
- 2014 : Les Sapins de Noël 1914
- 2016 : Les Sapins de Noël 5
- 2017 : Les Nouveaux Sapins (ru)
- 2018 : Les Derniers Sapins de Noël (Ёлки последние) de Egor Baranov : Boria
- 2021 : Les Sapins de Noël 8 (ru)

## Distinctions
- Chevalier de l'ordre de l'Étoile d'Italie en 2021, pour le film “Ciao, 2020”[1]